# 武仙座
武仙座（拉丁语名称为Hercules）是依據羅馬神話的英雄海格力斯命名的一個星座，而其源頭是希臘神話的英雄赫拉克勒斯。武仙座是二世紀天文學家托勒密列出的48星座之一，它今天仍然是88 現代星座之一。武仙座是北天星座之一，面积1225.15平方度，占全天面积的2.97%，在全天88个星座中，面积排行第五。
在希臘神話，海格力斯接受邁錫尼國王尤里斯修斯的命令，執行十二項艱難的任務，其中兩項分別是殺獅（獅子座）和殺龍（天龍座），所以在星空中武仙座的右膝著地，左腳就踩在天龍座的頭上。

## 值得注意的特徵

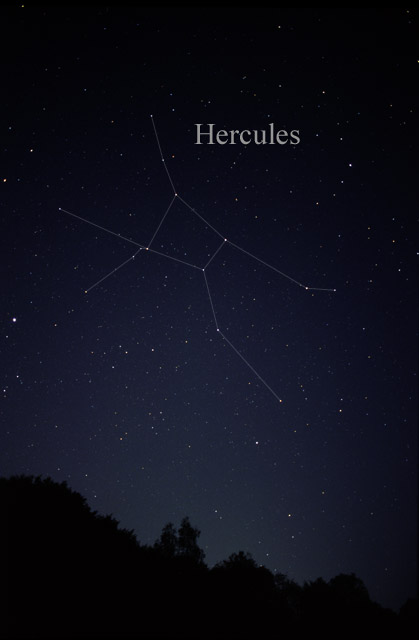
裸眼就能看見的武仙座。

### 恆星
武仙座沒有一等星和二等星，然而它有幾顆4等星。帝座（武仙座α）是一對小望遠鏡就能解晰的聯星，固有名稱是Rasalgethi，意思是跪者的頭，距離地球400光年遠。主星是顆紅巨星，直徑是太陽的400倍；也是顆不規則的變星，最大亮度為3等，最暗時為4等。伴星是一顆藍綠色的恆星，視星等5.4等，以3,600的軌道週期繞著主星。
天市右垣一（武仙座β）是顆黃巨星，固有名稱為Kornephoros，意思是執棒者（club-bearer）。它是武仙座最亮的星，視星等2.8，距離地球148光年。
武仙座δ是雙星，但業餘的小望遠鏡不能分辨。主星藍白色，視星等3.1，距離地球78光年；光學伴星的視星等為8.2。
河間（武仙座γ）也是小望遠鏡不能分辨的雙星，主星是顆白巨星，視星等3.8，距離地球195光年。光學伴星的視星等為10等，但距離頗遠。
天紀二（武仙座ζ）是一對聯星，在2025年達到最大分離角時，中口徑的望遠鏡可以分辨得出來。這個系統距離地球35光年，軌道週期為34.5年。主星是2.9等的淡黃色星，伴星是5.7等的橙色星。
在武仙座內有幾顆昏暗的變星：武仙座30，也稱為武仙座g，是顆與地球相距361光年，週期3個月的半規則紅巨星，最低亮度6.3等，最大亮度4.3等。武仙座68，也稱為武仙座u，是天琴座β型變星，距離地球865光年，週期2天，最大光度4.7等，最暗5.4等。
武仙座也是眾多雙星與聯星的家。除前面所介紹的之外，武仙座κ是小望遠鏡鏡就能分辨的雙星，主星是5.02等的黃巨星，距離地球388光年；伴星是6.3等的橙巨星，距離地球470光年。武仙座ρ是距離地球402光年的聯星，小望遠鏡就能分辨出來，兩顆星都是藍綠色的巨星，主星4.5等，伴星5.5等。武仙座95也是小望遠鏡就能分辨的聯星，距離地球470光年，主星是4.9等的銀色巨星，伴星是5.2等的老年巨星。武仙座100是小望遠鏡很容易分辨的雙星，兩顆丟是5.8等的藍白色星，與地球的距離分別是165和230光年。
九河（武仙座μ）距離地球27.4光年，是太陽向點，也就是說，天空中的這個點標示了太陽在空間中環繞著銀河系中心運動的方向是指向著武仙座內，靠近天琴座織女星的位置。

### 行星系統
已知武仙座內有15顆環繞著恆星的系外行星。
- 七公增十三（14 Herculis）有兩顆行星。在發現之際，行星武仙座14b有最長的週期（4.9年）和最廣闊的軌道（2.8AU）。行星武仙座14c在更遠處，有極低的離心率。
- HD 149026有一顆凌日的熱木星行星，是最被熱衷於研究的行星之一。
- HD 154345有一顆行星HD 154345 b，有長週期（9.095年）和廣闊的軌道（4.19AU）。
- HD 164922有第一顆被發現的類土星行星planet，質量是0.36 MJ，和2.11AU的半長軸。
- HD 147506有在發現時是當時質量最大的凌日行星HAT-P-2b，質量是8.65 MJ。
- HD 155358有兩顆行星環繞著金屬量最低的行星掩蔽場的恆星（21%太陽質量）。這兩顆行星的離心率都是中等程度。
- GSC 03089-00929有周期很短的凌日行星TrES-3。軌道週期只有31小時，和經歷著軌道衰減。
- 葛利斯649有著類似土星質量的行星環繞著這顆紅矮星。
- HD 156668有著4.15地球質量的行星。

### 深空天體
武仙座有兩個明亮的球狀星團：M13，在北半球最明亮的球狀星團，和M92。它也有一個接近球形的行星狀星雲阿貝爾39。M13位於武仙座η和武仙座ζ之間；它雖然黯淡，但在非常晴朗的夜晚也許以裸眼就能看見。
M13，可以用裸眼和筒望遠鏡觀賞，擁有約30萬顆的恆星，距離太陽系25,000光年，是一個視亮度6等的球狀星團。它非常巨大，視直徑超過0.25度，相當於滿月直徑的一半；它實際的直徑超過100光年。使用業餘的小口徑天文望遠鏡就可以分解出一些個別的恆星。
M92是視星等6.4等的球狀星團，距離地球26,000光年。它在夏普利分類法為IV，這個值顯示恆星相當集中在中心，所以他有非常明顯的核心；使用雙筒望遠鏡看M92像一顆非常模糊的恆星，它是以密集和小而出名的星團。這個星團非常古老，估計年齡將近140億歲，使用中等口徑的望遠鏡可以解析出恆星。
NGC 6229是一個黯淡的球狀星團，視星等9.4等，它是這個星座內第三亮的球狀星團。距離地球100,000光年，夏普利分類法的IV，意思是中心相當豐富，而有相當集中的核心。
NGC 6210是一個視星等9等的行星狀星雲，距離地球4,000光年，以口徑75mm以上的業餘天文望遠鏡觀賞，可以看出是一顆藍綠色的橢圓盤的形狀。
武仙座星系團（阿貝爾2151）是在武仙座的一個星系集團。
武仙-北冕座長城在武仙座內，是宇宙中已知最大的結構。

## 可見的形象

### 傳統的

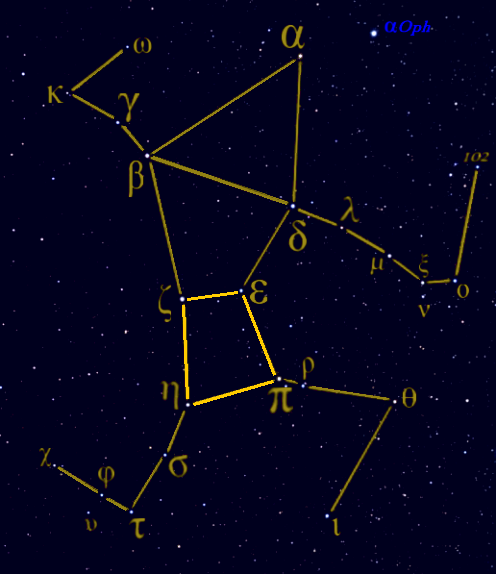
傳統上，武仙座被強調的特徵是基石，是由武仙座內四顆恆星組成的重點星群。

在傳統的視覺或影像中，武仙座α是海格力斯的頭，它英文名字"Ras Algethi"的正面意義就是"跪者的頭"。海格力斯的左手，從他的肩部（天市左垣一和天市右垣一，也就是武仙座β，構成他的肩膀）指向天琴座。他狹窄的腰部由天紀三（武仙座ε）和天紀二（武仙座ζ）組成。最後，他的左腿以天紀九（武仙座θ）作為膝關節，和天棓五（武仙座ι）是腳，踩著被海格力斯擊敗的惡龍的頭，並且永遠凝視著它。

### 基石星群

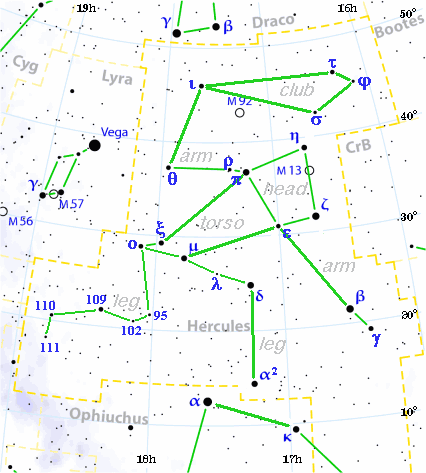
H.A. Rey建議的另一種武仙座連結的替代方式：在此圖中，海克力斯的頭部在上方。

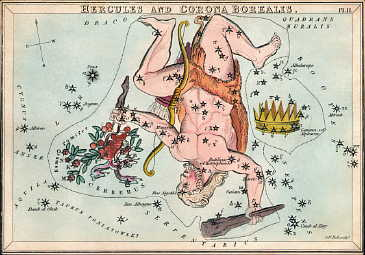
1825年在倫敦發表的一套星座卡Urania's Mirror ，相對於鄰近的星座，天空的圖是顛倒的。

在現在的星圖中，發現共同使用武仙座π、武仙座η、武仙座ζ、武仙座ε構成的基石組成的星群做為海格力斯的身體。

### H.A. Rey
H.A. Rey曾經提出以基石群做為海格力斯頭部的觀點。這個四邊形介於兩顆很明亮的恆星之間：天琴座的織女星和北冕座的貫索四（北冕座α）。這位英雄的頭部由2顆3等星組成：帝座（武仙座α）和天市左垣一（武仙座δ），後者原本是右膝。這位英雄的左腿包含一些沒有拜耳名稱，但是有佛氏編號的4等星。天市右垣一（武仙座β）是英雄伸出的右手，它在英文的固有名稱是Kornephoros。

## 同義詞
在中國天文學，組成武仙座的恆星位於兩個區域：紫微垣（Zǐ Wēi Yuán，Purple Forbidden enclosure）和天市垣（Tiān Shì Yuán，Heavenly Market enclosure）。

## 外部連結
- The Deep Photographic Guide to the Constellations: Hercules （页面存档备份，存于）
- The clickable Hercules
- Star Tales – Hercules （页面存档备份，存于）
- Hercules Constellation at Constellation Guide （页面存档备份，存于）